# Алекс Гег Андерсен
Алекс Гег Андерсен (дан. Alex Høgh Andersen, нар. 20 травня 1994, Слагельсе, Данія) — данський актор. Найбільш відомий за роллю Івара Безкосного в художньому телесеріалі «Вікінги».

## Біографія
Алекс Гег Андерсен народився в сім'ї Томаса Андерсена (Thomas Andersen) і Шарлотте Гег (Charlotte Høgh) у маленькому містечку Слагельсе на південному заході від Копенгагену. У нього є сестра Айла. 
Ще в школі він проявляв інтерес до акторської майстерності та брав участь у багатьох постановках музичних вистав.
У 17 років вступив до Копенгагенського університету.

## Фільмографія
| Рік       |   | Українська назва | Оригінальна назва         | Роль           |
| --------- | - | ---------------- | ------------------------- | -------------- |
| 2012      | ф |                  | Outsider                  | Віктор         |
| 2013      | с |                  | Tvillingerne & Julemanden | Вільям Іверсен |
| 2015      | ф |                  | Ødeland                   | Якуп           |
| 2015      | ф | Війна            | Krigen                    | Андерс Голм    |
| 2015      | с |                  | Hedensted High            | Флотт Тьєлле   |
| 2016—2020 | с | Вікінги          | Vikings                   | Івар Безкосний |
| 2024      | ф | Сусідня кімната  | La habitación de al lado  |                |